# TV Guide
TV Guide (укр. Телегід) — американська цифрова медіа-компанія, яка надає інформацію про телевізійні програми, а також розважальні та телевізійні новини.
У 2008 році компанія продала свій відділ друкованих журналів TV Guide Magazine LLC.

## Корпоративна історія

### Прототип
Прототип того, що згодом стало журналом TV Guide Magazine, розробив Лі Вагнер (1910–1993), директор із поширення MacFadden Publications у Нью-Йорку в 1930-х роках – і пізніше, до моменту створення попередника, для Cowles Media Company – розповсюдження журналів, присвячених кіно знаменитостям.
У 1948 році Вагнер надрукував журнал зі списками районів Нью-Йорка The TeleVision Guide, який вперше вийшов у місцевих газетних кіосках 14 червня того ж року. Зірка німого кіно Ґлорія Свонсон, яка тоді знялася в короткому вар'єте «Година Ґлорії Свонсон», з'явилася на обкладинці першого випуску. Пізніше Вагнер почав публікувати регіональні видання The TeleVision Guide для Нової Англії та району Балтімор – Вашингтон. За п’ять років він продав видання Вальтеру Анненберґу, який об’єднав їх у свою видавничу та телерадіокомпанію Triangle Publications, але залишався консультантом журналу до 1963 року .

### Епоха Анненберґа/Triangle

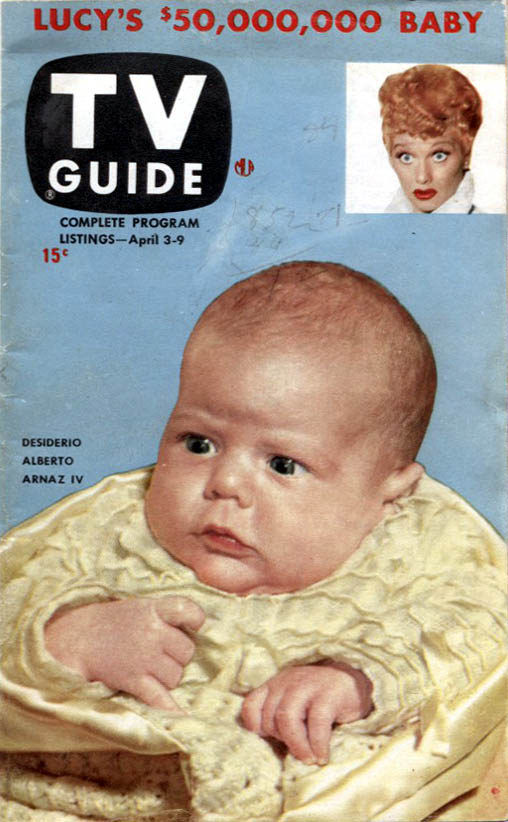
Обкладинка журналу першого національного випуску

Перший національний випуск TV Guide вийшов 3 квітня 1953 року, зібравши загальний тираж 1 560 000 примірників, які були продані в десяти містах США. Інавгураційна обкладинка містила фотографію новонародженого сина Люсіль Болл Дезі Арназа-молодшого зі зменшеною вставленою фотографією Болла, розміщеною у верхньому куті під заголовком: «Дитина Люсі на 50 000 000 доларів США». Журнал виходив у форматі дайджесту, який залишався у друкованому форматі протягом 52 років. Від першого випуску до 2-8 липня 1954 року списки в кожному виданні TV Guide починалися в п’ятницю і закінчувалися в четвер; випуск від 9–16 липня 1954 року почався в п’ятницю і закінчився наступної п’ятниці. Потім, починаючи з випуску за 17–23 липня 1954 року, списки кожного тижневого випуску змінювалися: вони починалися в суботу і закінчувалися в п’ятницю, що залишалося форматом списків для всіх місцевих видань до квітня 2004 року.  Формування TV Guide як національного видання стало результатом придбання Triangle Publications численних регіональних телевізійних публікацій на кшталт TV Forecast (який розповсюджувався в районі Чикаго і після першої публікації 9 травня 1948 р. був першим безперервно публікованим журналом телевізійних списків), TV Digest (який розповсюджувався у Філадельфії та Піттсбурзі, і спочатку друкувався під назвою Local Televiser від першого свого виходу 7 листопада 1948 р.), і нью-йоркський Television Guide (назву якого скоротили до TV Guide 18 березня 1950 р.). Кожне з міст, у якого був свій власний журнал місцевих телевізійних списків, який злився із TV Guide, було одним із перших міст, де журнал провів свій національний випуск.
Запуск національного журналу з місцевими списками у квітні 1953 року став майже миттєвим успіхом. Проте протягом наступних тижнів тираж зменшився, навіть коли розповсюдження журналу поширилося на п’ять додаткових міст (Піттсбург, Рочестер, Детройт, Клівленд і Сан-Франциско) протягом літа 1953 року. До середини серпня того ж року продажі журналу впали на 200 000 примірників. Фортуна посміхнулась TV Guide після випуску від 4-10 вересня 1953 року – першого номеру журналу «Осінній перегляд» – коли тираж досяг 1 746 327 примірників. Тираж з часом неухильно зростав, аж до того моменту, коли TV Guide зрештою став найпоширенішим журналом у Сполучених Штатах до 1960-х років. Початкова вартість кожного випуску становила 15 центів за примірник (еквівалентно $1,52 у 2021 році; ціна за випуск з роками зростала, станом на 2022 рік сягнувши $4,99 за примірник). Окрім оформлення передплати, TV Guide можна було придбати на касах продуктових магазинів по всій країні. До 1980-х років художні твори, що входили до кожного випуску, рекламувалися в телевізійній рекламі. Під керівництвом Triangle TV Guide продовжував зростати не тільки в обігу, але й у визнанні як авторитет у телевізійних програмах зі статтями (більшість із яких зазвичай з’являються у кольоровому розділі) що від співробітників, то і від авторів.
Протягом десятиліть форма логотипа TV Guide змінювалася, щоб відображати модернізацію телевізійного екрану, зрештою прийнявши широкоекранний вигляд у вересні 2003 року, а потім до поточного вигляду на плоскому екрані у вересні 2016 року (різні версії логотипа – єдина косметична відмінність яких полягає у використанні різних шрифтів – наразі використовуються відповідно для журналу та окремої цифрової власності, керованої CBS). Спочатку логотип мав різноколірний фон (зазвичай чорний, білий, синій або зелений), поки червоний фон не став стандартом у 1960-х роках з періодичними змінами, які використовувалися для спеціальних випусків.
Журнал спочатку базувався в невеликому офісі в центрі Філадельфії, а наприкінці 1950-х переїхав до просторішого національного офісу в Раднорі, штат Пенсільванія. Новий заклад мав великий освітлений логотип TV Guide біля входу в будівлю. У ньому розмістились керівництво, редактори, виробничий персонал і розробники передплати, а також величезна комп’ютерна система, що зберігала дані про кожне телевізійне шоу та фільм, доступні для розміщення в популярному щотижневому виданні. Друк національного кольорового розділу TV Guide, який включає сюжети, пов’язані з телебаченням, та окремі інформаційні колонки, такі як огляди програм, відбувся на заводі Triangle's Gravure Division, який був відомий високою якістю друку.
На додаток до TV Guide та його флагманської газети The Philadelphia Inquirer, Triangle Publications також мала у володінні:
- Philadelphia Daily News;
- десять радіо і шість телевізійних станцій (WFIL AM-FM-TV у Філадельфії, WNHC AM-FM-TV у Нью-Хейвені, Коннектикут, KFRE AM-FM-TV у Фресно, Каліфорнія, WNBF AM-FM-TV у Бінгемтоні, Нью-Йорк, WFBG AM-FM-TV в Алтуні, штат Пенсільванія і WLYH-TV в Ланкастері – Ліван, штат Пенсільванія );
- The Daily Racing Form;
- The Morning Telegraph;
- Seventeen;
- а також різні шоу кабельного телебачення. (Саме під володінням Triangle над WFIL-TV American Bandstand набув популярності, що, у свою чергу, призвело до того, що ведучий Дік Кларк став головною телевізійною особою. )  Triangle Publications продала свої газети Philadelphia Knight Newspapers у 1969 році, свої радіо- та телевізійні станції – на початку 1970-х років для Capital Cities Communications (телевізійні станції, які зараз знані як KFSN-TV і WPVI-TV, були згодом придбані ABC через 1986 рік злиття з Capital Cities) та інші власності, зберігши лише TV Guide, Seventeen і The Daily Racing Form.

Протягом перших 52 років видання журналу інформація про списки відображалася у форматі журналу,  в основному текстовому списку програм, організованих що за часом початку, то й за каналом, що було єдиним методом. Зрештою, спершу були включені сітки прайм-тайму, а пізніше було вторинним протягом останніх двох років після включення місцевих списків – відображення інформації про програму в TV Guide до переходу на національні списки у 2005 році. Це дозволило відображати повні назви кожної програми, а також включати синопсиси для фільмів і більшості програм. Більшість записів у журналі включали жанри програми після назви програми, а час її трансляції (який згадувався лише у випадку, якщо програма тривала щонайменше одну годину, пізніше 35 хвилин) була перераховані (у годинах і хвилинах) у синопсисах.
Номери каналів було встановлено у крихітній круглій піктограмі (відомій як «маркер») на початку списку. Ця куля незабаром набула форми телеекрана, подібною до форми логотипа TV Guide. У більшості видань станції, які обслуговують безпосередню місцеву зону покриття певного видання, позначалися білою цифрою для номера каналу, встановленого всередині чорної кулі у формі телевізора. Станції, які обслуговували сусідні громади за межами найближчої території, але які також можна було переглядати в основному локальному районі, позначалися чорною цифрою всередині білої кулі у формі телевізора, окресленої чорним (наприклад, у виданні Сан-Франциско станції, розташовані в У Сан-Франциско чи Окленді номери каналів вказувалися як біло-чорні кулі у формі телевізора, тоді як станції, що обслуговували сусідні Сакраменто чи Салінас / Монтерей (але їх усе ще можна було переглядати в деяких районах Сан-Франциско чи Окленда, включаючи їхні передмістя, як периферійні приймальні) мали номери своїх каналів у вигляді чорно-білих значків). Конкретний список міг починатися з трьох або більше каналів, залежно від кількості станцій у безпосередній близькості та навколишніх областях, які транслюють ту саму програму в певний час (зазвичай це різні філії однієї мережі, також розташовані і в основному місті, і в сусідніх областях).
Спочатку більшість програм, зазначених у журналі кожного випуску, містили короткий синопсис, за винятком місцевих і національних випусків новин і програм, які транслювалися на певних станціях у різні часові проміжки. Оскільки додавалися інші телевізійні станції та кабельні канали, у зв’язку з встановленими вимогами до місця для розділу місцевих списків, детальний синопсис поступово обмежився серіалами та спеціальними випусками – зазвичай тими, що транслювалися у вечірній «прайм-тайм», а також фільмами, що транслювалися в етері телебачення. Тоді як для програм, які транслювалися на станціях за межами внутрішнього ринку видання і на окремих кабельних каналах використовувалися коротші синопсиси. Для більшості інших телевізійних і кабельних програм фігурувала лише назва разом із основною додатковою інформацією (наприклад, жанр та/або тривалість програми). Крім того, чорно-білі оголошення для програм, запланованих на трансляцію на станціях, а потім і на кабельних каналах, у прайм-тайм (з місцевим ефірним часом, а для станцій, що транслюють, інформація про афілійовані з мережею станції, представлені у випуску, які були заплановані транслювати рекламоване шоу) були включені до списків. Оголошення для основних мережевих програм, як правило, створювали самі мережі (і часто мережі показували повносторінкову або навіть подвійну рекламу для цілої ночі програм, або для головного фільму чи спеціального фільму, або для прем'єри сезону суботнього ранкового мультсеріалу); рекламу місцевих програм, у тому числі місцевих випусків новин, створювали окремі станції (філії мережі, а також незалежні станції). У таких локальних оголошеннях майже завжди використовувалися характерні логотипи, які використовуються певними станціями (наприклад, логотип «Circle 7» протягом багатьох років використовувався переважно станціями, що належать або афілійовані з ABC). (Чорно-білі оголошення про загальні продукти, послуги та спеціальні пропозиції, подібні до тих, що можна побачити в інших національних журналах, також були розміщені в розділі списків.)
Звичайним елементом розділу списків був «Зблизька» (англ. Close-Up), як правило, сегмент на половину сторінки, який містив розширені огляди вибраних програм, що транслювалися щодня (різні випуски «Зблизька» зрештою використовувалися для різних типів програм, від прем'єри нових серіалів до шоу, що виходили по кабельному). Згодом інші регулярні та повторювані функції (більшість із них пов’язані з телебаченням) були включені поряд зі списками, включаючи «Інсайдер» (англ. Insider, розділ телевізійних новин та інтерв’ю на головних сторінках кольорового розділу); «Вітаю і насварю» (англ. Cheers and Jeers, сторінка з критикою різних аспектів телевізійних програм); «Хіти та промахи» (англ. Hits and Misses, короткі огляди вибраних програм наступного тижня з оцінкою від 0 до 10); «Рекомендації» (англ. Guidelines, щоденний розділ на пів сторінки, в якому представлені основні моменти п’яти-шести цікавих програм); гороскопи; підсумки сюжетних ліній минулого тижня в мережевих денних мильних операх; сторінка з оглядом нових випусків домашнього відео (і пізніше DVD); спеціальні сторінки, на яких відповідно перераховані вибрані спортивні події, дитячі програми та «чотиризіркові» фільми, що транслювалися протягом цього тижня; і кросворди. Хоча його випуски зазвичай зосереджуються на різних сюжетах, пов’язаних з щотижневим телебаченням, TV Guide також містить повторювані випуски, які з’являються кілька разів на рік, особливо «Осіннє прев'ю» (англ. Fall Preview, випуск, який виходить з моменту відкриття журналу в 1953 році, який містить рецензії на нові серіали, прем’єри яких відбулися під час осіннього телевізійного сезону), «Повернення улюбленців» (англ. Returning Favorites, вперше опубліковано в 1996 році, містить прев'ю серіалів, оновлених з попереднього телевізійного сезону, які повертаються до майбутнього осіннього розкладу), «Зимове прев'ю» (англ. Winter Preview, вперше опубліковане в 1994 році та пізніше знане як «(рік) TV Preview» з 2006 по 2009 рік, показуючи попередній перегляд серіалів у середині сезону) і «Найкращі дитячі шоу на ТБ» (англ. The Best Children's Shows on TV, вперше опубліковано у 1989 році, а пізніше перейменовано на «Посібник для батьків з дитячого телебачення» (англ. Parents' Guide to Children's Television) у 1990 році та, нарешті, як «Посібник для батьків з ТБ для дітей» (англ. Parent's Guide to Kids' TV) в 1993 році, що містить історії та огляди програм, орієнтованих на сім’ю).
Піктограми, які використовувалися для інших засобів, окрім ідентифікації перелічених станцій, були вперше додані до журналу приблизно в 1956 році, використовуючи слова «SPECIAL» і «COLOR», кожне з яких було написано великими літерами всередині прямокутної смуги, для позначення телевізійних акцій і програм, що транслюються в кольорі відповідно. TV Guide змінив усі піктограми, включені до розділу місцевих списків у травні 1969 року, змінивши шрифт для куль у формі телевізора, що ідентифікує місцеві станції, з Futura на стандартну Helvetica та використовуючи кулі у формі подібного телевізора, позначені абревіатурою «C» для позначення кольору програми (заміна панелі/текстових піктограм, які використовувалися раніше). Оскільки кольорове програмування стало все поширенішим, у серпні 1972 року журнал вирішив ідентифікувати чорно-білі програми (позначені абревіатурою «BW») у розділі списків. У вересні 1981 року в списках почали ідентифікувати програми, представлені з закритими чи відкритими титрами або з екранним перекладом жестовою мовою.
Бувши епохою, коли епізоди програм, як правило, повторювалися з тижня в тиждень, у списках телегідів відмічалися зміни в рутині або зміни в статусі: «[Gunsmoke is prevented]»; «(остання серія серіалу)», «Дебют: », «Спецвипуск». До 1970-х років покази подвійних або потрійних фільмів станцією вказувалися на початку першої повнометражної стрічки: «ФІЛЬМ — Подвійний повнометражний фільм», а потім перелічували фільми з цифровими маркерами перед кожною назвою та коротким описом. Після 1970 року журнал вказував кожен фільм в окремому часовому записі.
Поденні списки тривали далеко за північ, доки остання станція не вийшла з найкращих програм календарного дня напередодні, можливо, аж до 4:00 ранку. Списки наступного дня могли початися вже о 5:00 ранку або раніше.

#### Додавання списків кабельного ТБ
Поява кабельного телебачення була важкою для TV Guide. Кабельні канали почали перераховувати в журналі в 1980 або 1981 роках, залежно від видання; перераховані канали також відрізнялися від відповідного видання. Регіональні та національні суперстанції, доступні в кабельних системах на визначеному ринку багатьох видань, були єдиними кабельними каналами, зазначеними спочатку, а також, на деяких ринках, послуги бездротової передплати, що передаються через місцеві незалежні станції (такі як ONTV ). Місцеві телевізійні послуги за передплатою часто вказувалися як «програми STV» або «телебачення за підпискою» для каналу, що надає послугу, причому послуга вказувалася окремо або, у деяких виданнях, взагалі не вказувалася. Кабельні канали, такі як HBO, CNN (обидва з яких журнал спочатку рекламував переважно у повносторінковій рекламі), CBN Cable Network (нині Freeform ), Alpha Repertory Television Service (ARTS, пізніше її змінила A&E до 1984 року). злиття з The Entertainment Channel) і Nickelodeon – додавалися поступово між зимою кінця 1981 року та першою половиною 1982 року, залежно від видання.
Щоб заощадити місце на сторінці, TV Guide додав сітку (рядкове відображення списків програм, запланованих на вечірні години щовечора, здебільшого впорядкованих за каналами) до списків між 1979 і 1981 роками, які розміщувалися на випадкових сторінках у кожному поденному списку. Сітка виникла як односторінкова функція, яка містила зведення програм, що транслювалися в прайм-тайм (з 7:00 до 10:00 вечора або з 8:00 до 11:00 вечора залежно від початку прайм-тайму в даному часовому поясі) на станціях, зазначених у відповідному виданні. До 1983 року його було розширено до розділу з двох сторінок, який почав займати приблизно три чверті двох суміжних сторінок, на яких він був розміщений, і включав програми, що транслювалися під час раннього доступу та пізніх періодів (з 5:00 до 11:00 вечора або 6:00 вечора до 12:00 ранку за місцевим часом), з початком і кінцем визначеного журналом прайм-тайму (між 7:30 і 11:00 вечора або з 6:30 до 10:00 вечора за місцевим часом з понеділка по суботу та з 7:00 до 11:00 вечора або з 6:00 до 10:00 вечора за місцевим часом у неділю), окреслений товстішою рамкою. Канали, перелічені в сітці, упорядковано за станціями мовлення, базовими кабельними каналами та преміальними каналами.
У 1983 році, залежно від видання, була додана нова функція, «Довідник фільмів платного ТБ» (англ. Pay-TV Movie Guide, перейменований на «Довідник фільмів преміум-каналів» (англ. Premium Channels Movie Guide) у 1997 році), який спочатку передував спискам, а потім був перенесений на сторінки, що йдуть одразу після п’ятничних списків, у січні 1989 року, внаслідок чого національний розділ, який був розділений на два розділи, передуючи та наступні за місцевим розділом, був об’єднаний у першу половину сторінок кожного номера. Перед цим доповненням деякі видання опублікували «Кінодовідник» (англ. Movie Guide), який також передував спискам, де надавали короткі відомості про фільми, які заплановано випустити в ефір протягом наступних одного-двох тижнів на кабельних каналах, включених і у журнал, і в сітку (за винятком тих, що представлені суто у сітках), а також підсумковий опис першої сторінки фільмів, прем’єра яких запланована на цей тиждень (упорядкованих за каналами та розділених на підкатегорії за назвами). З роками до списків кожного видання додавалося більше кабельних каналів. Щоб компенсувати це, у номері від 11–17 травня 1985 року було введено менший шрифт Helvetica для журналу разом із деякими іншими косметичними змінами. Зокрема, тривалість шоу почали вказувати після назви шоу, а не в кінці його анотації. Ця проблема також призвела до того, що реклама місцевих станцій, представлена у відповідному випуску, була обмежена певними спеціальними подіями, причому більшість рекламних програм обмежувалася рекламою національних і кабельних мереж.

### Епохи News Corporation і Gemstar
7 серпня 1988 року Triangle Publications було продано підрозділу News America Corporation News Corporation за 3 мільярди доларів , що стало одним із найбільших придбань засобів масової інформації того часу та найдорожчою трансакцією видання на той час. У випуску від 3–9 листопада 1990 року до деяких регіональних випусків журналу було додано коди VCR Plus+ для користувачів із пристроями, що містять цю технологію, розроблену компанією Gemstar International Group Ltd., яка є материнською компанією TV Guide, для введення у свої відеомагнітофони для автоматичного запису телевізійних програм. (Двозначні коди PlusCodes, що відповідають каналу, що транслює програму, яку користувач бажав записати, перераховувалися після кожного каналу на сторінці каталогу каналів; коди від одного до восьми цифр для окремих програм перераховувалися в розділі списку журналів після заголовка кожної програми.) PlusCodes поширюється на всі місцеві видання, починаючи з випуску 14–20 вересня 1991 року. У номері за 12–18 вересня 1992 року було додано піктограми куль, які ідентифікували кольорові версії старих художніх фільмів.
7 березня 1996 року TV Guide запустив iGuide, спочатку розроблений спільним підприємством News Corporation і MCI Delphi Internet Service Corp. як вебпортал, який містив вичерпніші дані телевізійних списків, ніж ті, що пропонуються журналом (з інформацією про два тижні до поточної дати), а також вміст новин, редакційний вміст TV Guide та функцію пошуку під назвою CineBooks, яка дозволила користувачам отримати доступ до детальної інформації про близько 30 000 фільмів. Пізніше того ж року вміст друкованого видання було додано до iGuide, а також вміст інших медіавласностей News Corporation. 13 січня 1997 року, незадовго до того, як MCI відмовилася від цього підприємства, iGuide було перезапущено як TV Guide Entertainment Network (TVGEN), яка була перейменована на TV Guide Online у 2002 році. Переорієнтований сайт охоплював телебачення, музику, фільми та спорт (контент, що стосується останнього, отримано від Fox Sports), а також новини та статті від Reuters, Daily Variety та The New York Post, безкоштовні оновлення електронною поштою для зареєстрованих користувачів та кімната чату, яка була розроблена для одночасного розміщення 5000 користувачів.
Додаткові зміни у списках відбулися з випуском друкованого видання за 14–20 вересня 1996 року. Назви програм перейшли з відображення у верхньому регістрі на змішаний регістр, шрифт Franklin Gothic, назви фільмів, які раніше відображалися в описі фільму, почали відображатися перед синопсисом фільму курсивом (замінивши загальний заголовок «MOVIE», який використовувався для ідентифікації фільмів з моменту заснування журналу), а дитячі програми, які відповідали Закону про дитяче телебачення 1990 року, почали позначатися круглим значком «E/I». Крім того, рекламні ролики (які до 1994 року називалися «КОМЕРЦІЙНА ПРОГРАМА[И]» і після цього «ІНФОРМАЦІЙНА ПРОГРАМА[И]») перестали публікуватися в журналі протягом періодів часу, коли станції їх транслювали. («Плаваючі» програми продовжували перераховуватися в журналі, але переважно обмежувалися релігійними програмами.) Замінюючи текстові ідентифікатори, які були включені в синопсис фільму, фільми, що вийшли в кінотеатрах, також почали ідентифікувати за допомогою символу «M» у чорно-білій рамці, який супроводжувався залежно від фільму його зірковим рейтингом (формула зі шкалою від одного [для «погано»] до чотирьох [для «відмінно»], заснована на консенсусі рецензій провідних кінокритиків, якості акторського складу та режисера фільму, а також касових зборів фільму та нагород). Піктограми фільмів також були призначені для ідентифікації direct-to-video відео (позначених як "M→V") або made-for-TV (позначених як "M→T") випусків, яким не було присвоєно зірковий рейтинг. Починаючи з випуску від 25–31 січня 1997 року, списки журналів почали включати рейтинги вмісту для програм, призначених через нещодавно впроваджену систему TV Parental Guidelines (рейтинги вмісту системи були згодом додані після їх впровадження в жовтні 1998 року).
News Corporation продала TV Guide United Video Satellite Group, материнській компанії Prevue Networks, 11 червня 1998 року за 800 мільйонів доларів і 60 мільйонів акцій на суму додаткових 1,2 мільярда доларів (це сталося після попередньої спроби злиття двох компаній у 1996, яка не вдалася). Після продажу звіти припускали, що TV Guide видалить списки програм із журналу, повністю перемістивши їх на нову сестринську кабельну мережу Prevue Channel, яка буде оновлена в результаті покупки United Video TV Guide Magazine. Керівництво News Corporation пізніше заявило, що інформація про списки залишиться частиною журналу. Того року United Video придбала TVSM Inc. (видавці суперницьких путівників Total TV і The Cable Guide) за 75 мільйонів доларів США. В результаті TV Guide об'єднався з Total TV і почав друкувати версію журналу в повнорозмірному форматі останнього журналу (зі збереженням початкової версії розміру дайджесту), що почало випускатися 11 липня 1998 року.
Оскільки більшість кабельних систем публікували власний журнал зі списком своїх каналів, і тепер мали окремий канал-довідник або електронний довідник програм, який можна активувати дистанційно та надавати ту саму інформацію в детальнішій формі – додаткову конкуренцію привніс запущений наприкінці 1990-х років вебсайт, які також спеціалізуються на наданні детальної інформації про телевізійні програми (таких як TVGuide.com, який тоді працював спільно з TV Guide Magazine, і Zap2It), – друкований перелік програм в окремому журналі став менш цінним. Величезна кількість і різноманітність програм кабельного телебачення ускладнювала TV Guide можливість надавати списки широкого спектра програм, які надходять безпосередньо через кабельну систему. TV Guide також не зрівнявся зі здатністю кабельної приставки зберігати персоналізовані списки. Однак, починаючи з номера за 12–18 вересня 1998 року, журнал додав кілька нових каналів до багатьох своїх випусків, включаючи ті, які раніше згадувалися лише у передмові на сторінці списку каналів, а також ті, які були доступні переважно по цифровому кабельному і супутниковому зв'язку. Хоча більшість цих нещодавно доданих каналів було розміщено в сітках прайм-тайму, лише деякі (такі як Animal Planet і MSNBC) також були включені до списків журналів.
Функції в журналі також були оновлені з доповненнями «Звіт Робінса» (англ. The Robins Report, колонка рецензій письменника Дж. Макса Робінса), «Сімейна сторінка» (англ. Family Page, з оглядами програм, орієнтованих на сім’ю) і вибраних класичних фільмів, що транслювалися того тижня, а також видалення функції «Рекомендації» (англ. Guidelines) в розділі списків на користь нової сторінки з основними моментами «Не пропустіть» (англ. Don't Miss, перелік програм вибору, вибраних співробітниками журналу на наступний тиждень) у розділі національного кольору. Списки фільмів у журналі також почали визначати телефільми та direct-to-video, а також оцінки якості за шкалою від однієї до чотирьох зірок (що позначає фільми, які отримали відгуки від «поганих» до «відмінних»).
У 1999 році журнал почав проводити TV Guide Awards, шоу нагород, яке транслювалося на Fox, на честь телевізійних програм і акторів, причому переможці обиралися передплатниками TV Guide шляхом голосування за номінантів, розміщених у журналі. Телетрансляція була припинена після події 2001 року. У випуску за 17–23 липня 1999 року вечірні сітки були зменшені до визначених годин прайм-тайму, з 8:00 до 11:00 вечора (або з 7:00 до 10:00 вечора) з понеділка по суботу та з 7:00 до 11:00 вечора (або з 6:00 до 10:00 вечора) щонеділі, щоб доповнити описові списки журналів за ці періоди часу. Це також дозволило розміщувати сітки на одній сторінці в деяких виданнях, які містили списки для понад 20 кабельних каналів.
5 жовтня 1999 року Gemstar International Group Ltd., виробник пристрою VCR Plus+ і системи розкладу (чиї канали та програмні коди для відеомагнітофонів, які використовують систему для запису за часом, були включені до списку журналу в 1988 році), і яка, до речі, частково належала News Corporation, придбала United Video Satellite Group. Обидві компанії раніше брали участь у судовій боротьбі за права інтелектуальної власності на відповідні системи інтерактивних телегідів, VCR Plus+ і TV Guide On Screen, яка почалася в 1994 році. Того місяця TV Guide представив 16-сторінкову вкладку до випусків на 22 ринках із великим іспаномовним населенням під назвою TV Guide en Español, яка містила інформацію про програми національних іспаномовних мереж (таких як Univision і Telemundo), а також спеціальні розділи з оглядами на визначні програми тижня. Журнал припинив випуск у березні 2000 року через труднощі, пов’язані з плутаниною рекламодавців щодо його маркетингу як «першого щотижневого іспаномовного журналу», попри його структуру у форматі вкладки в основній публікації TV Guide.

До 2003 року кількість кабельних каналів, які були лише перераховані в таблиці, розширилася, додавши такі канали, як BBC America, Soapnet і National Geographic Channel (деякі видання також містили обмежену кількість станцій мовлення – або ринкових, поза ринком або обидва – суто в мережах). Навпаки, дочірня кабельна мережа TV Guide Channel (чиї списки були додані до журналу після покупки Gemstar) була перенесена у більшості видань зі списків журналів до сіток. З моменту заснування до 2003 року TV Guide пропонував цілотижневі програми. Починаючи з випуску від 21 червня 2003 року, у місцевих лістингах відбулися численні зміни: з 5:00 ранку до 5:00 вечора списки з понеділка по п’ятницю були скорочені до чотирьох сіток: вони тривали з 5:00 до 8:00 ранку, з 8:00 до 11:00 ранок, 11:00 ранку до 2:00 вечора та з 2:00 до 5:00 вечора Якщо програма різнилася від одного дня тижня до наступного, у списку з’являвся загальний дескриптор «Різні програми» (англ. Various Programs). Сітка робочих днів підтримувала щоденні списки для певних кабельних каналів (головним чином кіноканалів, а також обмеженої кількості базових кабельних каналів, таких як Lifetime, The History Channel і USA Network), які були організовані окремо від інших каналів. Ці зміни стали постійними у всіх випусках TV Guide, починаючи з випуску "Fall Preview" від 13 вересня 2003 року.
Інші зміни були внесені до журналу, починаючи з випуску за 21 червня на окремих ринках та випуску "Fall Preview" за 2003 рік в інших країнах. Щоденний розділ основних моментів у прайм-тайм на пів сторінки, у якому представлені визначні вечірні шоу, фільми та спортивні події – подібно до попередньої функції «Рекомендації» – було знову додано до розділу списків; також було додано повносторінкову рубрику «Основні моменти тижня» (англ. Weekday Highlights), на якій розміщено інформацію про гостей і актуальну інформацію для денних ток-шоу і ранкових шоу, а також вибір фільмів, які транслюються протягом дня на телерадіомовних і кабельних каналах. Крім того, попри те, що списки журналів продовжували використовуватися для списків у прайм-тайм, до сітки та журналу було додано короткі описи програм, а також позначка «NEW» для перших епізодів, яка замінила позначку «(Повтор)» у коротких описах журналу. «Кінопосібник преміумканалів» (англ. Premium Channels Movie Guide) також було змінено на «Великий кінопосібник» (англ. The Big Movie Guide), а список фільмів було розширено, щоб включити ті, що транслюються в усіх телевізійних мережах і кабельних каналах, представлених у кожному випуску (а також деякі, які не були перераховані в окремому списку місцевих видань), а ще фільми, які були доступні з оплатою за перегляд (посилання на сторінки фільмів, включених до цього розділу, також були включені в сітки прайм-тайму та списки журналів). Починаючи з січня 2004 року, ранкові списки від опівночі до 5:00 ранку (а також суботні та недільні з 5:00 до 8:00 ранку) припинили включати будь-які станції мовлення за межами внутрішнього ринку видання, залишивши лише інформацію про програми для станцій на внутрішньому ринку та кабельних каналів.
Формат журналу було змінено, починаючи з випуску від 11 квітня 2004 року, щоб тижневі списки починалися в кожному номері в неділю (день, коли телевізійні журнали, доповнені газетами, традиційно починали щотижневу інформацію), а не в суботу. У липні 2004 року нічні списки були повністю видалені, замінені сіткою, яка тривала з 11:00 вечора до 2:00 ранку, яка включала лише телевізійні станції на внутрішньому ринку кожного видання та декілька кабельних каналів. Він також перерахував невелику добірку нічних фільмів, які транслювали на певних каналах. Часовий проміжок записів у денних сітках також змістився з 7:00 ранку до 7:00 вечора До цього моменту журнали були обмежені програмами, які виходили з 7:00 до 11:00 вечора. На початку 2005 року було додано більше каналів у прайм-тайм і пізню ніч.

#### Перегляд формату та перетворення на національні списки

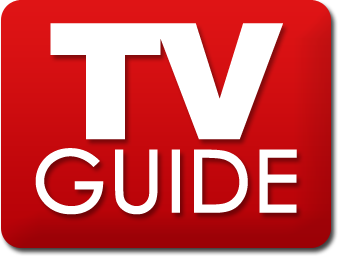
Попередній друкований логотип використовувався з 2003 по 2016 рік; поточний логотип базується на цьому дизайні.

26 липня 2005 року Gemstar-TV Guide оголосив, що TV Guide відмовиться від свого давнього формату дайджесту та почне друкуватися як більший повнорозмірний національний журнал, який пропонуватиме більше історій і менше списків програм. Усі 140 місцевих видань було скасовано, замінено двома виданнями, що охоплювали часові пояси в суміжних Сполучених Штатах: одне для східного та центрального часових поясів, а інше для тихоокеанського та гірського часових поясів (які існували окремо від місцевих видань, хоча їх розповсюдження переважно обмежувалося готелями). Зміна формату пояснюється збільшенням кількості інтернету, каналів кабельного телебачення (наприклад, TV Guide Network), електронних програмних гідів і цифрових відеомагнітофонів як джерел вибору для глядачів у списку програм. Нова версія TV Guide надійшла в продаж 17 жовтня 2005 року, а на обкладинці був зображений ведучий програми «Extreme Makeover: Home Edition» Тай Пеннінґтон. Формат списків, який тепер повністю складається з сіток, також змінився, щоб розпочинати списки в тижневому випуску в понеділок, а не в неділю. У результаті ліквідації місцевих видань, станції мовлення були замінені мережевими розкладами трансляції з описом «Місцеві програми», який використовувався для позначення періодів часу, протягом яких синдиковані, місцеві або платні програми транслювалися замість мережевих шоу.
У вересні 2006 року TV Guide запустив оновлений ве-сайт із розширеним оригінальним редакційним і створеним користувачами вмістом, який не включено до друкованого журналу. 22 грудня 2006 року TV Guide представив перший двотижневий випуск журналу. Видання, на обкладинці якого була Рейчел Рей, виходило за період з 25 грудня 2006 року по 7 січня 2007 року. На початку 2008 року денна сітка з понеділка по п’ятницю та щоденна пізня нічна сітка були виключені з розділу списків, а розділ телевізійних найкращих моментів був стиснутий у шестисторінковий огляд тижня, а не на попередні дві сторінки для кожної ночі. До 2007 року тираж TV Guide знизився до менш ніж трьох мільйонів примірників порівняно з піком у 20 мільйонів у 1970 році.
Після придбання Gemstar-TV Guide компанією Macrovision за 2,8 мільярда доларів США 2 травня 2008 року компанія заявила, що хоче продати що журнал, то і TV Guide Network, а також телеканал TVG Network, що транслює кінні перегони, іншим сторонам.

#### TV Guide Talk
18 травня 2005 року був запущений щотижневий подкаст TV Guide Talk, який можна було завантажити безкоштовно. Гедлайнером подкасту був репортер TV Guide Майкл Аусіелло, а співведучими були його колеги з журналу Метт Вебб Мітович , Енджел Кон, Деніел Ману та Мейтленд МакДонах. Кожен епізод містив коментарі співробітників TV Guide щодо розважальних новин тижня, телевізійних програм і випусків фільмів, а також час від часу інтерв’ю з акторами, продюсерами та керівниками. 4 квітня 2008 року (після переходу Аусіелло в Entertainment Weekly) було оголошено про припинення подкасту , а останній епізод № 139 вийшов 10 квітня 2008 року.
Подкасти TV Guide Talk виходили щоп’ятниці вдень і тривали в середньому годину. На них учасники обговорювали та коментували минулий тиждень на телебаченні та в індустрії розваг загалом. Початок кожного подкасту був присвячений поглибленому обговоренню наймасштабнішої нової історії тижня в індустрії розваг, будь то телевізійна програма чи щось поза рамками телешоу або фільму (наприклад, церемонія вручення премії «Оскар» чи «Еммі»). Середня частина була присвячена обговоренню та коментарям окремих передач. Подкаст наголошував на програмах, які, як правило, мають велику кількість підписників в інтернеті, навіть якщо ці підписки не обов’язково відображаються в рейтингу програм Nielsen. Приклади включають American Idol, Герої, Загублені, Survivor, Дівчата Ґілмор, Вероніка Марс і Project Runway (останні три є прикладами шоу з низьким рейтингом, які, однак, мають значну кількість прихильників у інтернеті). Кожен подкаст також закінчувався щотижневим оглядом нових кінотеатрів, що вийшли за вихідні.

### Ера OpenGate Capital
13 жовтня 2008 року Macrovision продала збитковий журнал (який, як повідомляється, на той момент втрачав дохід у розмірі 20 мільйонів доларів на рік) фонду акцій OpenGate Capital із Беверлі-Гіллз за 1 долар і кредит у розмірі 9,5 мільйонів доларів під 3% відсотків. Однак у рамках продажу Macrovision зберегла право власності на супутній вебсайт , який потім було продано інвестиційній фірмі One Equity Partners за 300 мільйонів доларів , що розірвало всі редакційні зв’язки між журналом і вебсайтом, включно з припиненням присутності критика Метта Роуша на TVGuide.com. Редакційний вміст журналу було запущено на новому сайті TVGuideMagazine.com, на якому в жодній формі не було списків TV Guide. Пізніше 1 червня 2010 року TVGuideMagazine.com було закрито. TV Guide Magazine і TVGuide.com потім уклали угоду щодо відновлення контенту з журналу на останньому вебсайті, який Lionsgate Entertainment купила разом із TV Guide Network у січні 2009 року.

### Ера CBS Interactive/CNET
У березні 2013 року корпорація CBS придбала частку One Equity Partners в їхніх активах TV Guide. Придбання CBS було завершено пізніше того ж місяця за 100 мільйонів доларів. 31 травня 2013 року CBS купила частку Lionsgate у TV Guide Digital, яка включає вебсайт і мобільні програми. 31 січня 2014 року OpenGate Capital і CBS Interactive оголосили про угоду про перехресне просування журналу TV Guide Magazine з TVGuide.com і іншими інтернет-власностями CBS Interactive (включаючи TV.com, Metacritic і CNET).

### Продаж Red Ventures і Fandom Inc.
У 2020 році Red Ventures придбала у ViacomCBS активи CNET Media Group, включаючи TV Guide.
3 жовтня 2022 року Red Ventures продала TV Guide та інші розважальні вебсайти Fandom Inc.

## Супутні послуги

### Телебачення та цифрові послуги

#### Телеканал/мережа TV Guide
У червні 1998 року бренд і журнал TV Guide були придбані United Video Satellite Group, материнською компанією Prevue Channel – каналу, вперше запущеного в 1981 році як мережа електронного програмного гіда, яка транслювалася по кабелю та деяким супутникам, і спочатку був відформатований для показу телегіда, коротких сегментів із попереднім переглядом майбутніх програм, а також рекламних роликів і короткометражних трейлерів для програм, що транслюються на різних каналах. 1 лютого 1999 року його нові власники негайно перейменували Prevue у TV Guide Channel. Після ребрендингу деякі з щогодинних сегментів, представлених на каналі на той момент, були перейменовані відповідно до статей у журналі, зокрема TV Guide Close-Up, TV Guide Sportsview (формат якого був більше схожий на спортивний гід розділу зі списком, ніж кольорова колонка з такою назвою) і TV Guide Insider. Після того, як Gemstar придбала TV Guide, канал почав транслювати повнометражні програми, що містять плітки про знаменитостей і ток-шоу, присвячені фільмам, поряд зі списком програм. 2007 року канал було перейменовано в TV Guide Network.
Після відповідних продажів журналу TV Guide і кабельного каналу Macrovision компаніям OpenGate Capital і Lionsgate журнал і TV Guide Network стали операційно розділеними, хоча обидві власності все ще співпрацювали над контентом для TVGuide.com. Після того, як у березні 2013 року корпорація CBS купила частку у власності TV Guide, у квітні TV Guide Network була перейменована під скорочену назву TVGN, щоб зменшити її зв’язки з журналом TV Guide Magazine, як частину переходу до загального формату розваг канал поступово виводив з експлуатації сітку прокручуваних списків. 14 січня 2015 року мережа була перезапущена як «Поп», а її програмний фокус був зміщений на шоу про попкультуру та її фанатів.

#### TV Insider
TV Insider — це вебсайт, який рекламується як «онлайн-посібник із. . . ТБ», виданий материнською холдинговою компанією TV Guide TVGM Holdings, LLC, який був запущений в січні 2015 року. На вебсайті розміщено рецензії та інтерв’ю критиків і колумністів (таких як Метт Роуш), які пишуть для друкованого журналу.

#### TV Weekly
TV Weekly — це щотижневий журнал, який пропонує телепрограми для глядачів на місцевих ринках, показуючи місцеві канали та регіональні кабельні мережі, а також основні мережі та кабельні канали. Параметри подібні до національних списків TV Guide.

### Видання

#### TV Guide Crosswords
TV Guide Crosswords був допоміжним виданням, яке вперше було опубліковано наприкінці 1980-х років на основі кросворда на передостанній сторінці кожного номера. Головоломки, представлені в TV Guide та окремому журналі, містили відповіді, пов’язані з телевізійними програмами, фільмами, акторами, історією розваг та іншими дрібницями, пов’язаними з розвагами. Окрім звичайного журналу, TV Guide Crosswords також видавав спеціальні видання та книги.

#### Parents' Guide to Children's Entertainment
TV Guide's Parents' Guide to Children's Entertainment (укр. Посібник для батьків щодо дитячих розваг) був щоквартальним допоміжним виданням, яке вперше з'явилося в газетних кіосках 27 травня 1993 року. Журнал містив рецензії на телевізійні шоу, домашнє відео, музику, книги та іграшки, що продаються для дітей віком від 2 до 12 років, а також залаштункові сюжети, зосереджені на дитячих телевізійних шоу та фільмах. Щоб уникнути плутанини серед читачів, випуски Посібника для батьків були надруковані як журнал стандартного розміру замість шкали дайджестів, яка застосовувалася головним журналом TV Guide Magazine. Журнал припинив публікацію після випуску навесні 1996 року, а деякі матеріали, охоплені допоміжним журналом, продовжували публікуватися в щорічному випуску TV Guide «Parents' Guide to Kids TV».

#### ReMIND Magazine
ReMIND Magazine — це щомісячне видання, присвячене ностальгії по популярній культурі, зокрема щодо 1950–1990-х років. ReMIND, як і TV Guide Magazine, видається NTVB Media, і його випуски містять тематичні статті, головоломки та вікторини.

### Інтерактивні довідники програм

#### TV Guide Interactive
TV Guide Interactive — це колишня назва інтерактивної системи програмного забезпечення електронного програмного довідника програм, вбудованого в цифрові приставки, що надаються провайдерами кабельного телебачення. Сітка списків програм, відтворена програмним забезпеченням, була схожа на вигляд списків TV Guide Network/TVGN кінця 2000-х років. Пізніше Macrovision/Rovi перейменували продукт на i-Guide після поділу публікацій TV Guide.

#### TV Guide On Screen
Окрема система IPG, TV Guide On Screen, була торговою маркою Guide Plus+, збірки програмного забезпечення, яке використовувалося в таких продуктах, як телевізори, DVD та цифрові відеомагнітофони та інші цифрові телевізійні пристрої, що надають екранні списки програм. Вперше вийшов на ринок у середині 1990-х років, спочатку він належав Gemstar-TV Guide International, а 7 грудня 2007 року його придбала корпорація Rovi Corporation за 2,8 мільярда доларів готівкою та акціями. З листопада 2012 року по квітень 2013 року компанія Rovi поступово припиняла трансляцію послуги Guide Plus+.

## Інше використання назвиTV Guide
- Канадське видання[en] TV Guide, яке дотримувалося того самого формату, що й американський журнал, але публікував редакційний вміст, спрямований з Канади, було запущено в 1977 році (до цього, починаючи з 1953 року, американське видання виходило в Канаді з відповідними локалізованими телепрограмами). Воно продовжувало працювати як друковане видання до листопада 2006 року (згодом друкувалися лише спеціальні видання), після чого його замінив вебсайт tvguide.ca, який діяв до грудня 2012 року, коли він був включений до вебсайту розваг та стилю життя The Loop. Sympatico. Власник канадського видання Transcontinental Media 2 липня 2014 року припинив редакцію онлайн-контенту TV Guide припинивши існування канадського видання через 61 рік. Його відділ лістингу, який розповсюджує розклади передач газетам і платним телевізійним службам власника The Loop Bell Canada (Bell Satellite TV, Bell Aliant TV і Bell Fibe TV), продовжує працювати[63][64]. 2017 року американське видання TV Guide деякий час поширювалося в Канаді.
- Термін «TV guide» («телегід») частково став узагальненою торговою маркою для опису інших телепередач, які з’являються в інтернеті та газетах[65]. Read/Write Web опублікував «Ваш путівник по онлайн-телегідам: порівняння 10 послуг»[66]. Techcrunch у 2006 році запропонував «Огляд: кінець паперових телегідів»[67].
- TV Guides — це також назва інтерактивної відео та звукової інсталяції, створеної в 1995 році за підтримки Канадської ради, яка була представлена на SIGGRAPH 1999[68].

Національні телевізійні журнали, що використовують назву TV Guide (дослівну або перекладену на мову походження журналу), також публікуються в інших країнах, але жодна з них не вважається пов’язаною з північноамериканським виданням:
- В Австралії протягом 1970-х років версія телегіду була видана за ліцензією Southdown Press. 1980 року ця версія об’єдналася з суперницьким виданням TV Week, яке використовує логотип, дуже схожий на логотип TV Guide.
- У Новій Зеландії є газета розміром із дайджест під назвою TV Guide, яка не пов’язана з публікаціями Сполучених Штатів чи Канади. Станом на  2003, він мав найбільший тираж серед усіх національних журналів і видається Fairfax Media[69].
- У Мексиці 1952 року братами Амадорами (Editorial Televisión, SA) було засновано дайджестне видання під назвою TV Guía, яке у вісімдесятих роках продали компанії Editorial Televisa. Воно не пов'язано з американським виданням.
- В Італії дайджест Guida TV видається Mondadori з вересня 1976 року.